# Daddy DJ (singolo)
Daddy DJ è il singolo di debutto dell'omonimo gruppo musicale francese, pubblicato nel 1999 in Francia e l'anno seguente in altri paesi europei, ed estratto dall'album Let Your Body Talk.

## Video musicale
Il protagonista del video, un ragazzino che vorrebbe diventare un DJ come suo padre, chiede a quest'ultimo di mettere il disco di Daddy DJ quando andrà a lavorare in discoteca, ma quest'ultimo si rifiuta. Il giorno seguente, il giovane usa il suo computer per teletrasportarsi nella discoteca in cui lavora il padre e riproduce il disco che ama. La canzone ha così successo che egli viene contrattato dall'agente di una casa discografica e diventa famoso.

## Accoglienza
Daddy DJ ebbe grande successo in molti paesi europei. Raggiunse la top ten in Francia, Finlandia, Danimarca, Germania, Paesi Bassi e Fiandre, e raggiunse i primissimi posti delle classifiche svedesi, norvegesi e valloni. Durante il mese di agosto del 2014, grazie alle sue 525 000 copie vendute, Daddy DJ risultava essere il singolo di maggior successo in Francia durante il ventunesimo secolo.

## Altre versioni
- Nel 2006, la melodia di Daddy DJ venne campionata dal disc jockey australiano S3RL nel brano Pretty Rave Girl.[8]
- Il cantante svedese Basshunter campionò la canzone dei Daddy DJ nel suo singolo Vi sitter i Ventrilo och spelar DotA del 2006. Due anni più tardi, Basshunter pubblicò anche una versione in inglese dello stesso brano conosciuta come All I Ever Wanted.[8]
- Nel 2009, Daddy DJ venne riproposta dal cantante fittizio Crazy Frog nel suo album Everybody Dance Now.[8] Il brano riuscì a raggiungere la posizione numero 4 delle classifiche francesi e rimanendo per quindici settimane nella Top 50.[9]
- Nell’estate del 2022 vi è stato un rifacimento del brano in un'inedita collaborazione con LUM!X da parte di Gabry Ponte dal titolo "We Could Be Together".

## Formazione
- David Le Roy
- Jean Cristophe Belval

## Tracce

### CD single
1. Daddy DJ (Chico and Tonio radio edit) – 3:36
2. Daddy DJ (original extended mix) – 5:46

Durata totale: 9:22

### CD maxi
1. Daddy DJ (Chico and Tonio radio edit) – 3:38
2. Daddy DJ (original radio edit) – 3:44
3. Daddy DJ (G-box 2 steps lullaby mix) – 3:41

Durata totale: 11:03

## Classifiche
| Classifica (2000-01) | Posizione più alta |
| -------------------- | ------------------ |
| Austria              | 8                  |
| Belgio (Fiandre)     | 8                  |
| Belgio (Vallonia)    | 1                  |
| Danimarca            | 2                  |
| Finlandia            | 3                  |
| Francia              | 2                  |
| Germania             | 7                  |
| Norvegia             | 1                  |
| Paesi Bassi          | 7                  |
| Spagna               | 9                  |
| Svezia               | 1                  |
| Svizzera             | 22                 |